# Marianne Hirsch
Marianne Hirsch (n. 23 septembrie 1949, Timișoara, România) este un filolog american, evreică originară din România, specialistă în literatură comparată, autoarea unor studii despre memoria culturală și transmiterea memoriei Holocaustului la generațiile următoare. S-a interesat, între altele, de rolul fotografiilor de familie în construcția identității individuale și familiale și ca mediu prin care se negociază, se integrează și se reintegrează trecutul, inclusiv evenimente traumatice, cum au fost cele ale Holocaustului. 

## Copilăria și tinerețea
Marianne Hirsch s-a născut la Timișoara. Părinții ei,Carl Hirsch, născut la Noua Suliță, și Lotte, născută Gottfried din Cernăuți, s-au căsătorit în ghetoul Cernăuți, unde au supraviețuit. Bunicii ei paterni erau originari din Sadagura. Din partea mamei, bunicul era din Vama, Suceava, iar bunica - din Cernăuți.
Marianne Hirsch și-a petrecut copilăria la București, de unde a emigrat în anul 1961 la Viena, apoi, în 1962, în Statele Unite. A studiat la Universitatea Brown, unde a obținut licența și titlul de master, iar in 1975, doctoratul în domeniul literaturii comparate.

## Activitatea științifică și didactică
Timp de 30 ani între anii 1974-2004 ea a predat la Dartmouth College, una din universitățile particulare din Ivy League, liga de prestigiu "a Iederei" din Statele Unite, împlinind din 1989 funcția de profesor universitar.
În 1977 ea a fost timp de un an profesor oaspete în domeniul literaturii franceze și al știintelor umaniste la Universitatea Vanderbilt.
Din anul 2000 Marianne Hirsch este profesor de literatura engleză și comparată la Universitatea Columbia din New York, precum si profesoară de studii feminine și de gender. Ea  a fost vicepreședinta, apoi președinta Asociației pentru limbajul modern din America.
Ea a publicat cărți și sute de articole.
Una din temele principale abordate de Hirsch este transmiterea amintirilor
de la o generație la alta. În cartea The Generation of Postmemory:Writing and Visual Culture After the Holocaust
ea arată că amintirea unor evenimente traumatice prin care au trecut părinții, bunicii sau alți membri de familie, trăiește în descendenți, ca și cum ar fi trecut ei înșiși prin experiențele îngrozitoare relatate de alții.
Mai mult, memoria este adâncită și amplificată prin povestiri, fotografii, obiecte, structuri comportamentale,
Teoria este exemplificată mai cu seamă prin povestirile supraviețuitorilor Holocaustului din Cernăuți
și ale descendenților lor și impactul obiectelor și imaginilor rămase din perioada istorică respectivă. Acest gen de memorie culturală a unui eveniment traumatic Marianne Hirsch l-a numit „postmemorie”, noțiunea fiind preluată și de alți autori in legătură cu alte situații traumatice, istorice si culturale decât cele din Holocaust.În alte lucrări, unele în colaborare cu soțul ei, Leo Spitzer, pornind  de la noțiunea de punctum a lui Roland Barthes Marianne Hirsch a elaborat noțiunea de puncte de amintire care leagă fotografiile de memorie.
Marianne Hirsch este căsătorită cu istoricul Leo Spitzer, născut în Bolivia, intr-o familie de evrei refugiați din Austria.
Limba ei maternă este germana, de asemenea ea vorbește româna, franceza și engleza.

## Cărți publicate
- The Generation of Postmemory:Writing and Visual Culture After the Holocaust, Columbia University Press 2012
- Teaching the Representation of the Holocaust (co-ed. 2004)
- Ghosts of Home:The Afterlife of Czernowitz in Jewish Memory,(cu Leo Spitzer). University of California Press 2010
- Grace Paley Writing the World 2009
- Rites of Return:Diaspora, Poetics and Politics of Memory 1997
- The Familial Gaze 1999
- Family Frames: Photography, Narrative and Postmemory Harvard University Press 1997
- The Mother/Daughter Plot:Narrative, Psychoanalysis, Feminism 1992 (despre mame și fiice în  literatură)